# Trägertod farkasfalka
A Trägertod farkasfalka a Kriegsmarine tengeralattjárókból álló második világháborús támadóegysége volt, amely összehangoltan tevékenykedett 1942. szeptember 12. és 1942. szeptember 22. között Grönlandtól keletre, a sarki vizeken. A Trägertod farkasfalka tíz búvárhajóból állt, a küldetés során négy hajót elsüllyesztett. Tömegük 21 559 tonna volt. A falka legeredményesebb tengeralattjárója az U–408-as volt, amely három hajót talált el. Az egység három hajót – U–88, U–457, U–589 – vesztett.

## Története
Szeptember 12-én HMS Faulknor brit romboló rábukkant az U–88-ra, és mélységi bombákkal megsemmisítette. A búvárhajó teljes legénysége (46 ember) elesett.
Az U–408 szeptember 13-án elsüllyesztette az amerikai Oliver Ellsworth-t, a Spitzbergáktól 150 kilométerre délnyugatra. A hajó New Yorkból tartott Arhangelszkbe, raktáraiban és fedélzetén 7200 tonna lőszerrel és repülőkkel. A legénység elhagyta a hajót, és a konvoj kísérői egy kivételével valamennyiüket felszedték. Ugyanebben az akcióban a búvárhajó eltalálta a szovjet Sztálingrádot is, amely hadi felszerelést, közte 500 tonna robbanóanyagot, harckocsikat, repülőket szállított. A hajó 3 perc 48 másodperc alatt elmerült. A fedélzeten tartózkodó 87 emberből 66 élte túl a támadást.
Másnap az U–457 megtorpedózta a 9400 tonna fűtőolajat szállító Atheltemplart. A lángoló tankert a legénység elhagyta. A roncsot végül az U–408 küldte hullámsírba. Ugyanezen a napon a brit HMS Onslow romboló és egy Swordfish vadászgép  elsüllyesztette az U–589-et. A fedélzeten a 44 fős személyzet mellett négy német pilóta is volt, akikek egy nappal korábban mentettek ki a tengerből. Valamennyien meghaltak.
Szeptember 16-án a Barents-tengeren, Novaja Zemljától nyugatra a HMS Impulsive mélységi bombákkal elsüllyesztette az U–457-et, a 45 tengerész meghalt.
Szeptember 20-án, öt perccel 20 óra előtt az U–703 három torpedót lőtt ki a HMS Somali brit rombolóra, közülük egy becsapódott. A hajót a legénység jelentős része elhagyta, a fedélzeten csak nyolcvanan maradtak. A HMS Ashanti vontatókötélre vette a sérült rombolót. A hadihajó a mentési kísérletek ellenére a szeptember 23-áról 24-ére virradó éjjel elsüllyedt, a legénység 35 tagja maradt életben.

### A farkasfalka tengeralattjárói
| A hajó száma | Parancsnoka          | Részvétel kezdete    | Részvétel vége       |
| ------------ | -------------------- | -------------------- | -------------------- |
| U–88         | Heino Bohmann        | 1942. szeptember 12. | 1942. szeptember 12. |
| U–377        | Otto Köhler          | 1942. szeptember 12. | 1942. szeptember 21. |
| U–378        | Hans-Jürgen Zetzsche | 1942. szeptember 19. | 1942. szeptember 22. |
| U–403        | Heinz-Ehlert Clausen | 1942. szeptember 12. | 1942. szeptember 19. |
| U–405        | Rolf-Heinrich Hopman | 1942. szeptember 12. | 1942. szeptember 18. |
| U–408        | Reinhard von Hymmen  | 1942. szeptember 12. | 1942. szeptember 22. |
| U–457        | Karl Brandenburg     | 1942. szeptember 12. | 1942. szeptember 16. |
| U–589        | Hans-Joachim Horrer  | 1942. szeptember 12. | 1942. szeptember 14. |
| U–592        | Carl Borm            | 1942. szeptember 19. | 1942. szeptember 22. |
| U–703        | Heinz Bielfeld       | 1942. szeptember 19. | 1942. szeptember 22. |

### Elsüllyesztett és megrongált hajók
| Dátum                | A búvárhajó száma | A hajó neve      | Nemzetisége        | Vízkiszorítása | Konvoj |
| -------------------- | ----------------- | ---------------- | ------------------ | -------------- | ------ |
| 1942. szeptember 13. | U–408             | Oliver Ellsworth | Egyesült Államok   | 7191           | PQ–18  |
| 1942. szeptember 13. | U–408             | Sztálingrád      | Szovjetunió        | 3559           | PQ–18  |
| 1942. szeptember 14. | U–408             | Atheltemplar     | Egyesült Királyság | 8939           | PQ–18  |
| 1942. szeptember 14. | U–457             | Atheltemplar*    | Egyesült Királyság | 8939           | PQ–18  |
| 1942. szeptember 20. | U–703             | HMS Somali**     | Egyesült Királyság | 1870           | QP-18  |

* A hajó nem süllyedt el, csak megrongálódott

** Hadihajó